# Кэти О’Доннелл
Кэ́ти О’До́ннелл  (англ. Cathy O'Donnell, урожд. Энн Сти́ли (англ. Ann Steely); 6 июля 1923 — 11 апреля 1970) — американская актриса, пик популярности которой пришёлся на конец 1940-х и 1950-е годы. Известна образами романтических преданных героинь.

## Ранние годы
Кэти О’Доннелл родилась в небольшом городке Силурия в самом центре Сердца Юга — штата Алабама, и провела там первые 12 лет жизни. Её родители развелись, когда она была ещё ребёнком.
После окончания средней школы и колледжа в Оклахома-сити устроилась работать стенографисткой, чтобы заработать на путешествие в Голливуд. А вскоре после её прибытия в столицу киноиндустрии Сэмюэл Голдвин предложил ей контракт. Он отмечал её талант, но считал, что этого недостаточно, и отправил Энн учиться театральному мастерству в Американскую Академию Драматических искусств. Когда Энн окончила курс, Голдвин дал ей звучное ирландское имя — Кэти О’Доннелл и роль Вильмы Камерон в фильме «Лучшие годы нашей жизни».

## Кинематограф
Впервые на съёмочную площадку Кэти вышла в фильме «Чудо-человек». Ей тогда было 22 года. Роль была эпизодической. Главными звёздами там были Дэнни Кэй и Вирджиния Мейо.
А в следующем году ей доверили одну из главных ролей в фильме Уайлера «Лучшие годы нашей жизни». Она играла рядом с признанной королевой Голливуда Мирной Лой и оскароносной Терезой Райт. Но самыми впечатляющими оказались сцены именно с Кэти О’Доннелл.
Следующей этапной ролью была Кичи Моубли в фильме-нуар «Они живут по ночам». Это была история двух молодых влюблённых, которые скрываются от закона. Режиссёру Николасу Рэю её порекомендовал Фарли Грейнджер — исполнитель главной мужской роли.
Но Голдвин внезапно разорвал контракт, после того, как Кэти вышла замуж за Роберта Уайлера, с которым он враждовал. Актриса осталась без прочных связей с какой-либо студией или продюсером. Но несмотря на это, в 1950 году она получает роль Джуди Минивер в фильме «История Миниверов» — продолжении истории «Миссис Минивер».
В 1950-х годах Кэти О’Доннелл снималась, в основном, в детективах и фильмах-нуар.
Последней запоминающейся её ролью на большом экране стала Тирза, младшая сестра героя Чарлтона Хестона, в знаменитой ленте Уайлера, получившей одиннадцать «Оскаров», «Бен-Гур».
В начале 1960-х снималась в телевизионных сериалах.

## Личная жизнь
11 апреля 1948 года Кэти О’Доннелл вышла замуж за кинопродюсера Роберта Уайлера, старшего брата Уильяма Уайлера. Жениху тогда было 48 лет. Несмотря на то, что у них не было детей, брак оказался прочным и счастливым. Они прожили вместе ровно двадцать два года.
Кэти О’Доннелл умерла 11 апреля 1970 года от внутримозгового кровоизлияния, вызванного раком. Роберт Уайлер пережил жену всего на девять месяцев. Похоронена в мемориальном парке Форест-Лаун, Глендейл, штат Калифорния.

## Избранная фильмография
- Чудо-человек (1945) — девушка в ночном клубе
- Лучшие годы нашей жизни (1946) — Вильма Камерон
- Удивительный мистер Икс (1948) — Джанет Бёрк
- Они живут по ночам (1948) — Кичи Моубли
- История Миниверов (1950) — Джуди Минивер
- Переулок (1950) — Эллен Норсон
- Детективная история (1951) — Сьюзен Кармихаэль
- Человек из Ларами (1955) — Барбара Ваггомэн
- История человечества (1957)
- Бен-Гур (1959) — Тирза

## Интересные факты
- Несмотря на то, что имя «Кэти О’Доннелл» ненастоящее, у актрисы были ирландские корни.
- В свободное время она любила писать стихи.
- В 1947 году на вручении «Оскара» приняла статуэтку Фредерика Марча, так как он не смог присутствовать на церемонии награждения.